# HD 1461 b
HD 1461 bは、くじら座の方角に約76光年の位置にある6等級のG型主系列星HD 1461の周囲を公転する太陽系外惑星である。最低質量は8.1地球質量で、親星から正確に0.063434天文単位の軌道を0.04の軌道傾斜角で公転している。この惑星が天王星や海王星のような木星型惑星なのかCoRoT-7bのような地球型惑星なのかはまだ分かっていない。2010年にW・M・ケック天文台とアングロ・オーストラリアン天文台でドップラー分光法により発見された。